# Фрадзано
Фрадзано́ (итал. Frazzanò) — коммуна в Италии, расположена в области 
Сицилия, в провинции Мессина.
Население составляет 830 человек (2008 г.), плотность населения составляет 138 чел./км². Занимает площадь 6 км². Почтовый индекс — 98070. Телефонный код — 0941.
Покровителем коммуны почитается святой Св. Лоренцо из Фрадзано, празднование 10 августа.

## Демография
Динамика населения:

## Администрация коммуны
- Официальный сайт: http://www.comunefrazzano.it/